# Nancy Kilpatrick
Nancy Kilpatrick (* 6. Mai 1946 in Philadelphia, Pennsylvania; † 31. März 2025 in Montreal, Kanada) war eine amerikanisch-kanadische Schriftstellerin. Sie veröffentlichte auch unter dem Pseudonym Amarantha Knight.

## Leben
Kilpatrick lebte ein Jahr in San Francisco, ehe sie 1970 nach Montreal, Kanada migrierte. Zweimal verheiratet und geschieden, schrieb sie Horror-, Dark-Fantasy-, Mystery- und Erotikromane und Kurzgeschichten, aber auch Artikel für Magazine und Zeitschriften. Bekannt war sie unter ihrem richtigen Namen, aber auch unter ihren Pseudonymen Amarantha Knight und Desirée Knight, unter denen sie eher erotisch gefärbte Werke (Darker Passions) schrieb.
Sie veröffentlichte über 20 Romane, mehr als 220  Kurzgeschichten, vier Ausgaben eines Vampir-Erotic-Comics und ein Sachbuch. Ferner editierte sie 15 Anthologien.
Nancy Kilpatrick wurde gerne als Kanadas „Queen of Vampire Fiction“ bezeichnet; die Untoten nahmen einen großen Raum in ihren Geschichten ein, aber auch Zombies, Geister und Serien-Killer gehörten zum Repertoire der Autorin. Sie war viermal in der Endausscheidung für den Bram Stoker Award und sieben Mal für den Aurora Award und gewann verschiedene andere Preise für ihre Arbeiten. Für die beste Mystery-Geschichte wurde ihr 1993 der Arthur Ellis Award der Crime Writers of Canada verliehen.
Kilpatrick hat mit einer Reihe von Autoren und Herausgebern zusammengearbeitet, etwa mit Don Bassinthwaite, Thomas Roche oder Nancy Holder.
Als Dozentin für kreatives Schreiben hielt sie viele Workshops, darunter 2007 auf der World Horror Convention.

## Werke als Nancy Kilpatrick (Auswahl)

### Als Autorin
Romane
- „The Power of the Blood“ Vampir-Serie

1. Kind der Nacht („Child of the Night“). Festa Verlag, Leipzig 2006, ISBN 3-86552-026-X.
2. Todessehnsucht („Near Death“). Festa Verlag, Leipzig 2003, ISBN 3-935822-59-6.
3. Reborn. Pumkin Press, Nottingham, Ont. 1998, ISBN 1-901914-20-8.
4. Bloodlover. Baskerville Books, Toronto 2000, ISBN 0-9686776-0-6.
5. Transformation.

- „Thrones of Blood“ Vampir-Fantasy-Serie

1. Revenge of the Vampir King. Macabre Ink, Hertford, N.C. 2017, ISBN 978-1-941408-98-8.
2. Sacrifice of the Hybrid Princess. Macabre Ink, Hertford, N.C. 2017, ISBN 978-1-946025-00-5.
3. Abduction of the Two Rulers. Macabre Ink, Hertford, N.C. 2018, ISBN 978-1-948929-58-5.
4. Savagery of the Rebel King. Macabre Ink, Hertford, N.C. 2019, ISBN 978-1-950565-95-5.
5. Anguish of the Sapiens Queen. Macabre Ink, Hertford, N.C. 2019, ISBN 978-1-951510-62-6.

Standalones
- As One Dead. White Wolf Publ., Clarkstone, Ga. 1996, ISBN 1-56504-875-X (zusammen mit Don Bassingthwaite).
- Dracul. An Eternal Love Story. Lucard Publ, San Diego, Calif. 1998, ISBN 0-9665492-0-1 (Roman zum Theaterstück).
- Planet of the Beast (Jason X; Bd. 3). Black Flame Books, Nottingham, Ont. 2005, ISBN 1-84416-183-8.
- To the third Power (Jason X; Bd. 5). Black Flame Books, Nottingham, Ont. 2006, ISBN 1-84416-281-8 (frei nach Victor Mittlers Film Jason X).
- Vampyre Theatre. Baskerville Books, 2019, ISBN 978-0-9813249-4-4
- Wild Hunt. A Vampire Novella. Baskerville Books, 2019, ISBN 978-0-9813249-2-0

Kurzgeschichten
- Sex and the single Vampire. TAL Publ., Leesburg, Va. 1994.[1]
- Endorphins. Macabre Books, San Francisco (illustriert von Chad Savage).
- The Vampire Stories of Nancy Kilpatrick. Mosaic Press, Oakville, Ont. 2000, ISBN 0-88962-726-6.[2]
- Cold Comfort. Dark Tales Publ., Kansas City, Mo. 2001, ISBN 1-930997-09-4.[3]
- Vampyric Variations. EDGE Publ., Calgary 2012, ISBN 978-1-894063-94-4[4]
- Thirteen Plus-1 Lovecraftian Narratives. Mit einem Vorwort von S. T. Joshi. Selbstverlag, Montreal 2023, ISBN 978-1-9992600-5-7[5]

Sachbücher
- The Goth Bible. A Compendium for the Darkly Inclined. St. Martin’s Griffin, New York 2004, ISBN 0-312-30696-2.

### Als Herausgeberin
- In the Shadow of the Gargoyle. Ace Books, New York 1998, ISBN 0-441-00557-8 (zusammen mit Thomas Roche).
- Graven Images. Ace Books, New York 2000, ISBN 0-441-00766-X (zusammen mit Thomas Roche).
- Outsiders. 11 all-new Stories from the Edge of the Fantastical. ROC, New York 2005, ISBN 0-451-46044-8 (zusammen mit Nancy Holder).
- Tesseracts Thirteen. Chilling tales from the great white north. EDGE Publ., Calgary 2009, ISBN 978-1-894063-25-8.
- Evolve. EDGE Publ., Calgary 2010/11

1. Vampire stories of the new undead. 2010, ISBN 978-1-894063-33-3.
2. Vampire stories of the future undead. 2011, ISBN 978-1-894063-62-3.

- Danse Macabre. Close Encounters with the Reaper. EDGE Publ., Calgary 2012, ISBN 978-1-894063-96-8.
- nEvermore! Tales of Murder, Mystery and the Macabre. Neo-Gothic Fiction Inspired by the Imagination of Edgar Allan Poe. EDGE Publ., Calgary 2015, ISBN 978-1-77053-086-7 (zusammen mit Caro Soles).

## Werke als Amarantha Knight (Auswahl)

### Als Autorin
- Dracula. Masquerade Books, New York 1993, ISBN 1-56333-147-0 (sehr frei nach Bram Stoker).
- The Fall of the House of Usher. Masquerade Books, New York 1995, ISBN 1-56333-313-9 (sehr frei nach Edgar Allan Poe).
- The Portrait of Dorian Gray. Masquerade Books, New York 1996, ISBN 1-56333-342-2 (sehr frei nach Oscar Wilde).
- Carmilla. Masquerade Books, New York 1997, ISBN 1-56333-578-6 (sehr frei nach Joseph Sheridan Le Fanu).
- The Pit and the Pendulum. Masquerade Books, New York 1998, ISBN 1-56333-639-1 (sehr frei nach Edgar Allan Poe).
- Frankenstein. Turnaround Books, Cambridge 2003, ISBN 1-885865-35-X (sehr frei nach Mary Shelley).
- Dr. Jekyll and Mr. Hyde. Turnaround Books, London 2005, ISBN 1-885865-36-8 (sehr frei nach Robert Louis Stevenson).

### Als Herausgeberin
- Love Bites. Masquerade Books, New York 1995, ISBN 1-56333-234-5.
- Flesh Fantastic. Rhinoceros Publ., New York 1995, ISBN 1-56333-352-X.
- Sex Macabre. Rhinoceros Publ., New York 1996, ISBN 1-56333-392-9.
- Seductive Spectres. Rhinoceros Publ., New York 1996, ISBN 1-56333-464-X.
- Demon Sex. Rhinoceros Publ., New York 1998, ISBN 1-56333-594-8.

## Werke als Desirée Knight (Auswahl)
- Hunted. Neon Books, London 2007, ISBN 978-1-905619-19-1.